# Apistanewj
Apistanewj (Apistanéwj, Apistne'wj, Abistanooj, Abistanooch, Abistanaooch; Marten), U legendama kod Mi'kmaqa, Apistanewj je najbolji prijatelj i usvojeni brat heroja abenačke kulture Glooskapa. Poput mnogih likova iz mitologije Mi'kmaqa, Apistanewj se mijenja između ljudskog i životinjskog oblika-- u njegovom slučaju, oblik kune, vrste lasice koju su neke skupine Mi'kmaqa smatrale svetom.